# Велітка (Оклахома)
Велітка (англ. Weleetka) — місто (англ. town) в США, в окрузі Окфаскі штату Оклахома. Населення — 806 осіб (2020).

## Географія
Велітка розташована за координатами 35°20′32″ пн. ш. 96°8′9″ зх. д. / 35.34222° пн. ш. 96.13583° зх. д. (35.342294, -96.135699).  За даними Бюро перепису населення США в 2010 році місто мало площу 1,77 км², з яких 1,77 км² — суходіл та 0,00 км² — водойми.

## Демографія
Згідно з переписом 2010 року, у місті мешкало 998 осіб у 358 домогосподарствах у складі 230 родин. Густота населення становила 564 особи/км².  Було 452 помешкання (255/км²).
Расовий склад населення:
| - 54,1 % — білих - 26,7 % — корінних американців - 5,5 % — чорних або афроамериканців - 3,1 % — осіб інших рас |

До двох чи більше рас належало 10,6 %. Частка іспаномовних становила 5,8 % від усіх жителів.
За віковим діапазоном населення розподілялося таким чином: 25,2 % — особи молодші 18 років, 57,2 % — особи у віці 18—64 років, 17,6 % — особи у віці 65 років та старші. Медіана віку мешканця становила 40,7 року. На 100 осіб жіночої статі у місті припадало 97,6 чоловіків;  на 100 жінок у віці від 18 років та старших — 94,0 чоловіків також старших 18 років.
Середній дохід на одне домашнє господарство  становив 38 107 доларів США (медіана — 24 250), а середній дохід на одну сім'ю — 50 658 доларів (медіана — 39 583). За межею бідності перебувало 33,3 % осіб, у тому числі 36,9 % дітей у віці до 18 років та 18,2 % осіб у віці 65 років та старших.
Цивільне працевлаштоване населення становило 327 осіб. Основні галузі зайнятості: освіта, охорона здоров'я та соціальна допомога — 28,7 %, публічна адміністрація — 14,4 %, будівництво — 11,3 %, роздрібна торгівля — 10,7 %.